# Географічний центр Полтавської області
Географічний центр Полтавської області, установлений за методом визначення пересічення серединних паралелі й меридіану, поблизу сіл Герусівка і Бірки Миргородського району (географічні координати: 49°38´57´´пн. ш., 33°47´26´´сх. д.). У 2008 році поблизу цієї точки на березі Псла Павло Остапенко, учень Красногорівської загальноосвітньої школи І-ІІІ ступенів, ініціював установлення пам'ятного знака. Географічний центр області розташований на території ландшафтного заказника місцевого значення «Географічний центр Полтавщини», котрий створений у 2010 році.
Географічний центр з урахуванням конфігурації області розташований на східній околиці селища Велика Багачка. Його встановив Леонід Булава, кандидат географічних наук, професор кафедри географії та краєзнавства Полтавського національного педагогічного університету імені В. Г. Короленка, за допомогою комп'ютерної програми за площею області.